# Marietta Berman
Marietta Berman (Praga, 10 de agosto de 1917–Caracas, 7 de marzo de 1990) fue una grabadora de origen checo radicada en Venezuela desde 1948 procedente de Londres, Inglaterra. Contrajo matrimonio a los 23 años con el economista y abogado Thomas Berman. El pintor Iván Petrovsky fue quien la motiva a desarrollar una carrera en el arte luego de ver sus habilidades.
Las obras de Marietta Berman son subastadas internacionalmente en las casas Christie's y Sotheby's.

## Vida y obra
En 1951 y durante dos años, Marietta Berman realizó portadas para la revista Páginas mientras era también diseñadora para Corpa de Venezuela. Desde 1956 hasta 1969 fue participante regular del XVII Salón Oficial. Para la época, la artista enfoca su temática en el espacio cósmico y lo convierte en estructura central de la mayoría de sus creaciones.
En 1960 envió pinturas al VII Salón D’Empaire y el Salón Planchart, y el año siguiente participó en el XIX Salón Arturo Michelena y en el VI Salón Julio T. Arze. Durante estos años su obra manejó la crítica social o hace referencias plásticas aproximadas al expresionismo, cuya temática fue enfocada en sus recuerdos sobre la Segunda Guerra Mundial: destrucción, campos de concentración y exterminio. Con esta temática recibió el Premio Emil Friedman, en el XXIV Salón Oficial de 1963.
En 1964 ganó con Mujer en negro, colección presentada en la Galería de Arte Nacional, el Premio Nacional de Dibujo y Grabado en el XXV Salón Oficial. A partir de este momento la figuración perdió importancia en su obra y expresa mayor síntesis a través del carácter del trazo y la economía de líneas.
En 1965, durante una estadía en Nueva York, Estados Unidos, comenzó con el tema de Los Músicos, una serie de dibujos hechos como bocetos a tinta. El año siguiente pasa a Los Híbridos donde recrea las relaciones entre naturaleza, máquinas y hombres.
Durante 1968 creó las series Metrópolis y Cosmos. En la primera, manejó la relación entre la tecnología y el hombre, siguiendo los planteamientos de Los Híbridos. En la segunda, produjo las bases de un espacio referencialmente cósmico como una interpretación íntima de la gran aventura contemporánea protagonizada por la cosmonáutica.
En 1969 expuso su primera muestra individual en la Galería XX2 compuesta por 24 obras pertenecientes a las series Los Híbridos, Cosmos y Metrópolis. En 1970 fue invitada a la Exposición Panamericana de Artes Gráficas de Cali en Colombia. En 1971 experimentó con técnicas y materiales no convencionales y realizó otra muestra individual llamada Los espacios primordiales en la cual se reflejan efectos de profundidad, dinamismo y vertiginosidad con la utilización de colores.
Obtuvo el segundo premio de artes gráficas del Instituto Nacional de Cultura y Bellas Artes en 1973 cuando participó en el Salón Las Artes Plásticas en Venezuela. Ese mismo año formó parte de una exposición itinerante de grabadores venezolanos por Italia, y luego viajó a Londres donde realizó una serie de grabados y litografías, que a su regreso a Venezuela derivan en obras con tono religioso. Creó El Cantar compuesta por litografías y dibujos donde la línea se hace la protagonista en la construcción de espacios infinitos y atmósferas místicas con inscripciones manuscritas de textos bíblicos. Con esta serie ganó el primer premio en el Primer Salón Nacional de Grabado del Museo Municipal de Artes Gráficas Balmiro León Fernández en Maracaibo (1978).
En 1974 asistió a la II Bienal de San Juan del Grabado Latinoamericano y del Caribe y participó en las muestras colectivas Gráfica IV. Al año siguiente realizó sus primeras esculturas en papel inscritas en la creación abstracta, y ese mismo año ganó el premio de adquisición en la Bienal Internacional de Ljubljana. Desde 1977 realizó esculturas en hierro y acero.
Para 1979, Berman participó en la Bienal de Artes Gráficas en Noruega. En 1980 fue invitada a la I Bienal de Artes Visuales en el Museo de Bellas Artes y al año siguiente recibió una mención honorífica en la V Bienal de San Juan del Grabado Latinoamericano y del Caribe. En 1982 participó en la Primera Bienal Nacional de Dibujo y Grabado en la Galería de Arte Nacional.
Hacia 1983 trabajó en las series Imágenes de luz e Infinito-finito. Dos años después expuso en la Galería de Arte de Venezuela unos 40 dibujos y guaches de la serie Los Músicos, y participó en la III Bienal de Artes Visuales del Museo de Barquisimeto con Imágenes de Luz.
En la Galería de Arte Nacional se exhiben dos de sus esculturas de acero soldado y pintado de pequeño formato, también un conjunto de dibujos y grabados de Encuentro, Mujer de negro y Dos hombres, y algunos grabados de la serie religiosa El Cantar.

## Exposiciones individuales
- 1969. Galería XX2, Caracas.
- 1971. Los espacios primordiales. Sala Mendoza
- 1975. El cantar. Ateneo de Caracas / Galería XX2, Caracas / Sala Mendoza
- 1976. Galería Monte Ávila, Bogotá.
- 1977. Galería Moderna, Ljubljana.
- 1978. Galería Marisa del Re, Nueva York.
- 1980. Weitzmann Institute of Science, Israel.
- 1981. Museo Francisco Narváez.
- 1985. Galería Arte de Venezuela, Caracas.
- 1986. Museo de Bellas Artes.
- 1987. Sala Mendoza.
- 1990. Cosmovisión. MACCSI
- 1993. Galería Leo Blasini, Caracas (Exposición póstuma).

## Premios
- 1963. Premio Emil Friedman, XXIV Salón Oficial.
- 1964. Premio Nacional de Dibujo y Grabado, XXV Salón Oficial.
- 1965. Mención honorífica, sección de artes aplicadas, XXVI Salón Oficial.
- 1972. Tercer premio de gráfica, Salón Nacional de Gráfica y Dibujo, Instituto Nacional de Cultura y Bellas Artes.
- 1975 • Premio de adquisición, Bienal Internacional de Ljubljana.
- 1977 • Primer premio, I Salón Nacional de Grabados, Museo Municipal de Artes Gráficas Balmiro León Fernández, Alcaldía de Maracaibo.
- 1981 • Mención honorífica, V Bienal de San Juan del Grabado Latinoamericano y del Caribe, Convento de los Padres de la Orden de Santo Domingo, San Juan de Puerto Rico.
- 1982 • Premio Julio Morales Lara, XL Salón Arturo Michelena.
- 1984 • Mención en escultura in situ, II Bienal Francisco Narváez.